# East Beckham
East Beckham är en civil parish i Storbritannien.   Den ligger i grevskapet Norfolk och riksdelen England, i den sydöstra delen av landet, 180 km nordost om huvudstaden London. Arean är 3,0 kvadratkilometer.
Terrängen i East Beckham är mycket platt.